# Özge
Özge est un prénom turc féminin,. 
En turc, « Özge » signifie « différente », « distincte », « unique ».

## Personnalités portant ce prénom
- Çağıl Özge Özkul (en) (née en 1988), titulaire du titre du concours de beauté turque
- Özge Akın (en) (née en 1985), sprinteuse turque
- Özge Yağız (en) (née en 1997), actrice turque
- Özge Bayrak (née en 1992), joueuse de badminton turque
- Özge Borak (en) (née en 1982), actrice turque
- Özge Gürel (en) (née en 1987), actrice turque de télévision et de cinéma
- Özge Kanbay (en) (1996-2019), footballeuse et arbitre turque
- Özge Kavurmacıoğlu (née en 1993), basketteuse turque
- Özge Kırdar (née en 1985), joueuse turque de volley-ball
- Özge Özberk (née en 1976), actrice turque
- Özge Özel (en) (née en 1991), footballeuse turque
- Özge Özpirinçci (née en 1986), actrice turque
- Özge Samancı (en) (née en 1975), artiste turco-américaine
- Özge Ulusoy (née en 1982), top model turque, ballerine professionnelle et actrice de cinéma occasionnelle
- Özge Tulu (née en 1981), joueuse turque de volley-ball
- Özge Yurtdagülen (née en 1993), joueuse turque de volley-ball

## Personnalités portant ce nom
- Aslı Özge (née en 1975), réalisatrice, productrice et scénariste turque.